# بلبل قهوه‌ای زمینی
بلبل قهوه‌ای زمینی (نام علمی: Phyllastrephus terrestris) نام یک گونه از سرده بوبرهای اصلی است.